# Hundstalkogel (Ötztaler Alpen)
De Hundstalkogel is een 3080 meter hoge berg in de Ötztaler Alpen in het Oostenrijkse Tirol.
De Hundstalkogel behoort tot de Geigenkam en is een van de drieduizenders in deze zijketen van de Ötztaler Alpen die het dichtst bij een dal gelegen is. Hierdoor is de Hundstalkogel reeds aan het begin van het Pitztal zichtbaar. De berg heeft een wigvorm met twee indrukwekkende, als een soort schouders flankerende rotspartijen. De noordelijke top van de berg is met 2948 meter net iets lager dan de 3080 meter hoge zuidelijke hoofdtop. Aan het eind van een naar het zuidwesten verlopende graat ligt de Sturpen (2718 meter).
Bij de eerste beklimming door Hörtnagl, Prochaska en Stolz in 1889 werd geklommen vanaf het Sandjöchl (2826 meter) en eerst over de noordelijke top, waarna via de verbindingsgraat de hoofdtop werd bereikt. De afdaling volgde vervolgens over de zuidgraat. De meest gangbare beklimming voert thans vanaf de Luibisalm over de Luibisboden de Luibiskar in. Van daar gaat het in zuidelijke richting voorbij aan de Reiserscharte tot bij de Sandjöchl. Over een steile bergrug gaat het vervolgens naar de noordelijke top van de Hundstalkogel. Het laatste deel, dat over platte rotsen voert, is gemarkeerd middels een steenmannetje. Over de graat gaat het dan verder naar de zuidelijke top. De Hundstalkogel wordt echter ook vanuit het zuiden beklommen, waar de tocht vanuit Trenkwald langs de Sturpen voert.